# Schoenotenini
Los escenoteninos (Schoenotenini) son una tribu de lepidópteros ditrisios de la familia Tortricidae.

## Géneros
| - Antigraptis - Archactenis - Barygnathella - Brongersmia - Campotenes - Choristenes - Copidostoma - Cornuticlava | - Diactenis - Epitrichosma - Litotenes - Metachorista - Neotenes - Oligotenes - Palaeotoma | - Proactenis - Protarchella - Rhabdotenes - Rhopalotenes - Saetotenes - Schoenotenes - Xenotenes. |